# Ducado de la Confianza

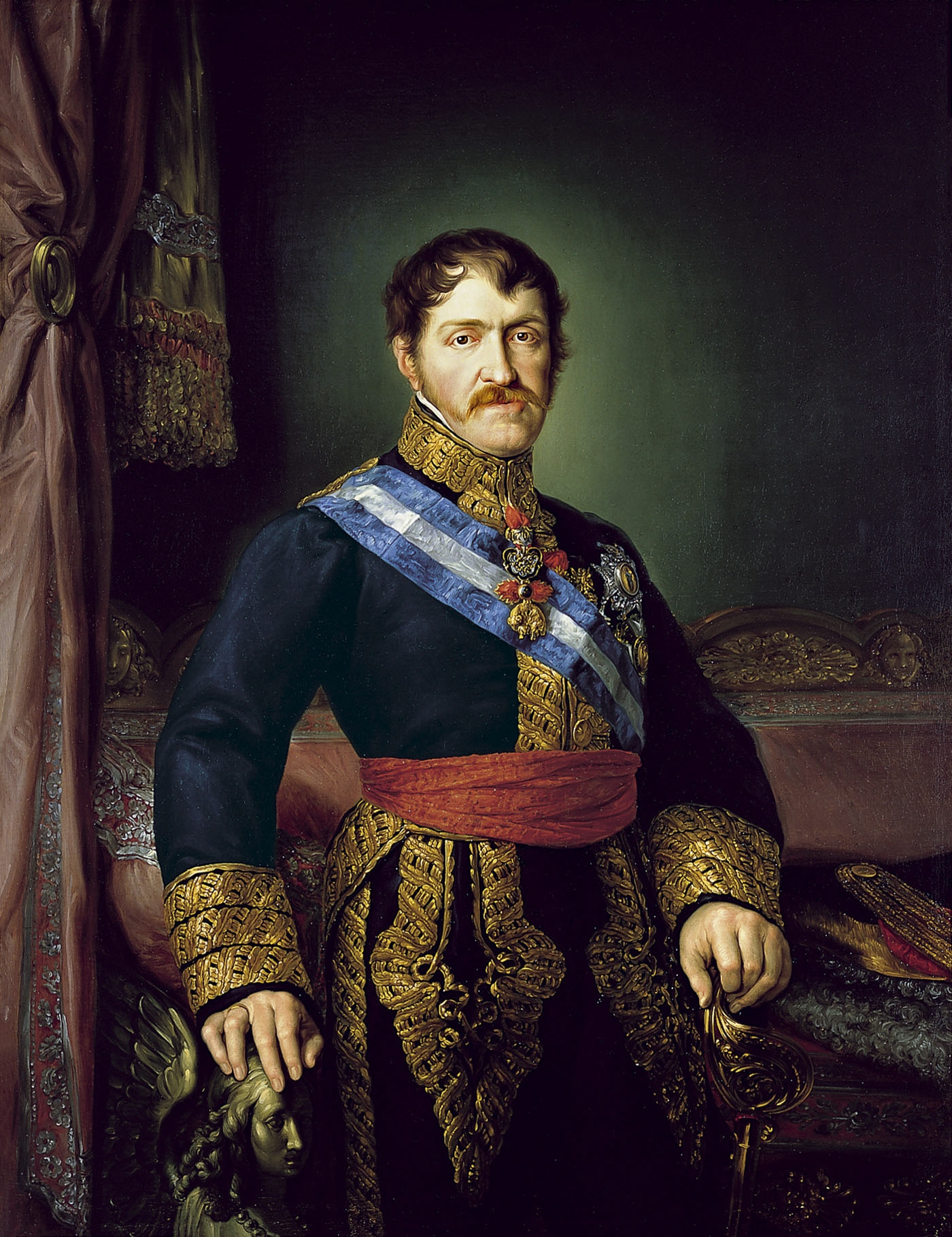
"Carlos V".

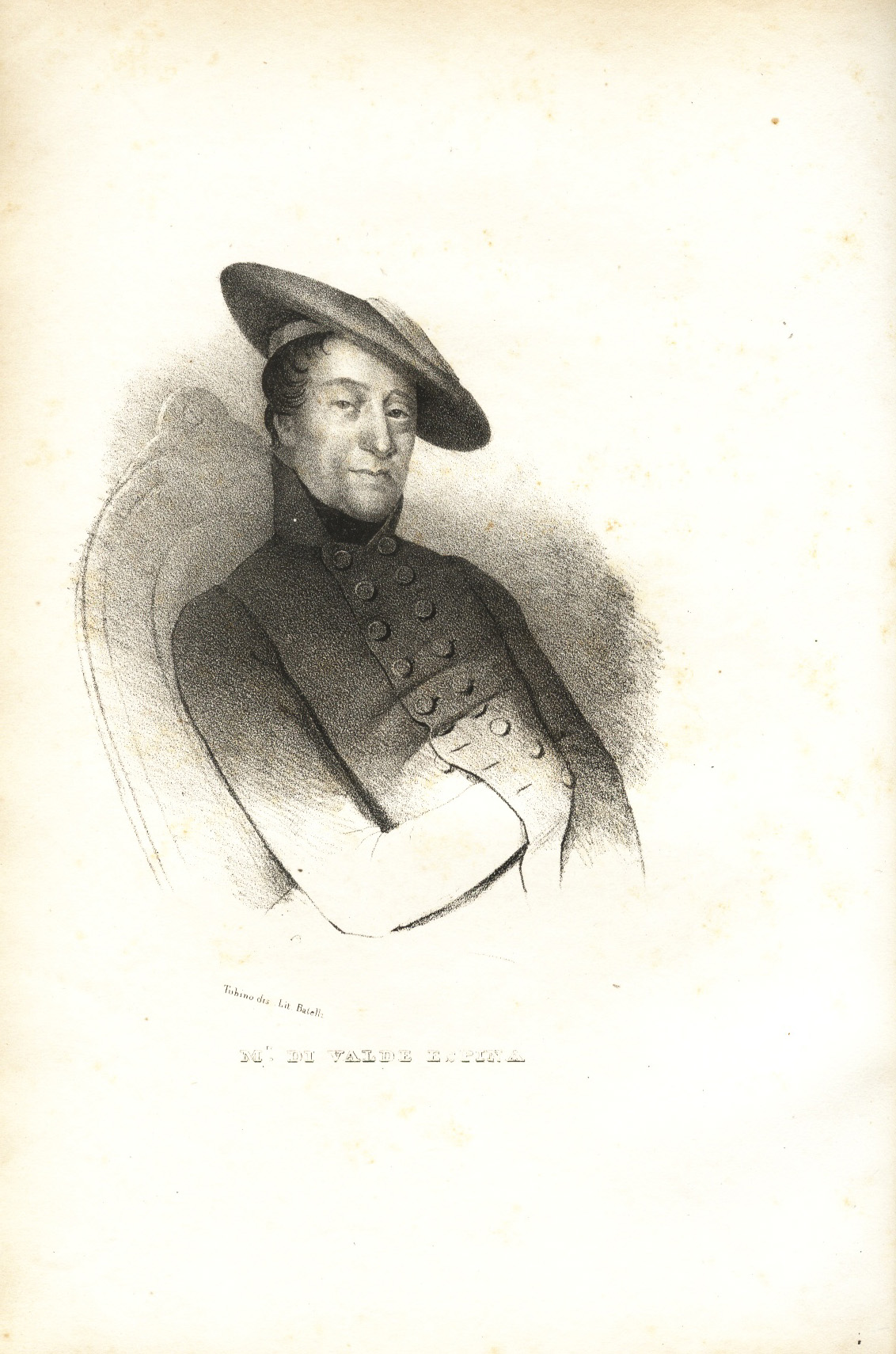
José María de Orbe y Elío, I duque de la Confianza, III Marqués de Valde-Espina.

El ducado de la Confianza es un título nobiliario español creado el 19 de mayo de 1834 por el pretendiente carlista "Carlos V" a favor de José María de Orbe y Elío, III marqués de Valde-Espina.

## Duques de la Confianza
|                         | Titular                   | Periodo                 |
| Creación por "Carlos V" | Creación por "Carlos V"   | Creación por "Carlos V" |
| ----------------------- | ------------------------- | ----------------------- |
| I                       | José María de Orbe y Elío | 1834-1850               |
| Título caducado         |                           |                         |

## Historia de los duques de la Confianza
- José María de Orbe y Elío (1776-1850), I duque de la Confianza, III marqués de Valde-Espina.

1. Casó con María Teresa de Mariaca y Ansótegui.

## Nota
Su hijo Juan Nepomuceno de Orbe y Mariaca le sucedió como IV marqués de Valde-Espina, aunque nunca solicitó el reconocimiento como Título del Reino del ducado de la Confianza. Ninguno de sus sucesores lo hizo, por lo que este Título ha caducado, pasando a ser simplemente un Título histórico.